# بدیوک
بدیوک (به لاتین: Bedyuk) یک منطقهٔ مسکونی در روسیه است که در شهرستان آگولسکی واقع شده‌است.